# Diócesis de Santa Cruz do Sul
La diócesis de Santa Cruz do Sul (en latín: Dioecesis Sanctae Crucis in Brasilia y en portugués: Diocese de Santa Cruz do Sul) es una circunscripción eclesiástica latina de la Iglesia católica en Brasil, sufragánea de la arquidiócesis de Santa María. La diócesis tiene al obispo Aloísio Alberto Dilli, O.F.M. como su ordinario desde el 13 de julio de 2016. 

## Territorio y organización

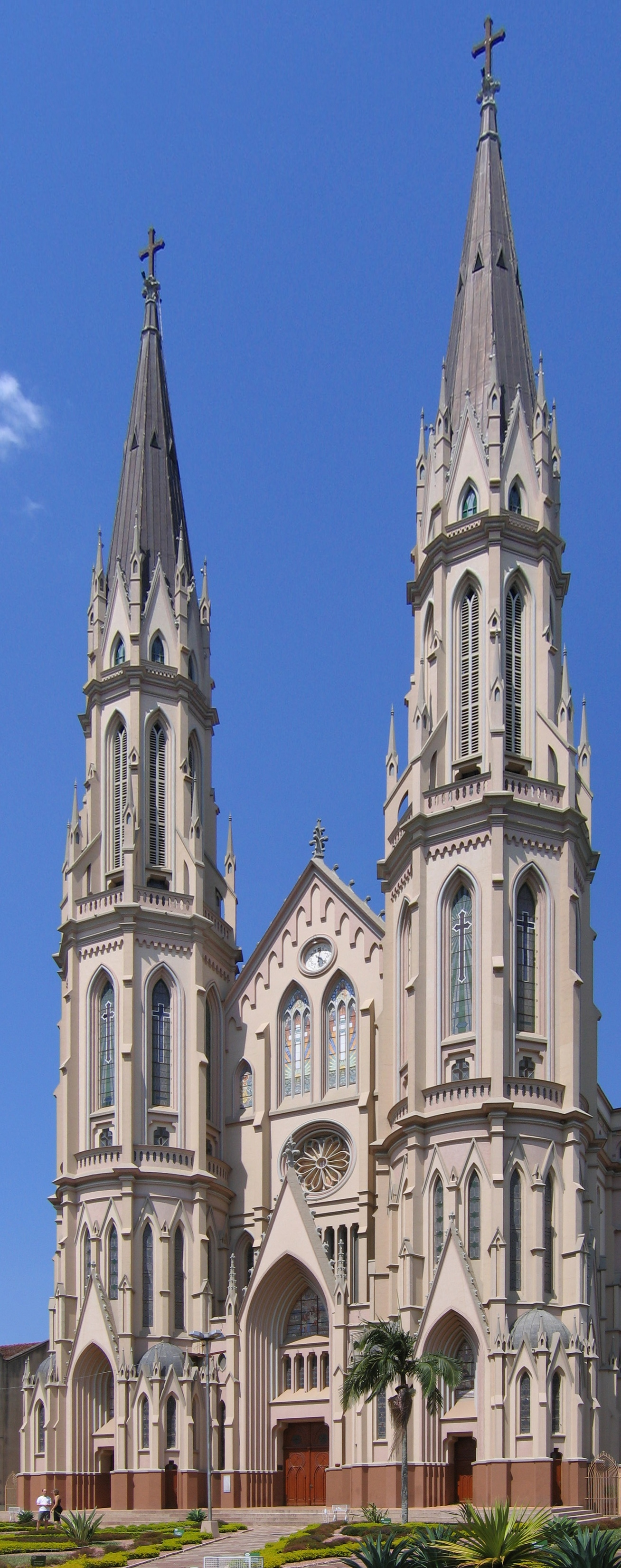
Imagen de la catedral San Juán Bautista, sede de la diócesis Santa Cruz do Sul

La diócesis tiene 15 691 km² y extiende su jurisdicción sobre los fieles católicos de rito latino residentes en 40 municipios del estado de Río Grande del Sur: Santa Cruz do Sul, Amaral Ferrador, Anta Gorda, Arroio do Meio, Arvorezinha, Boqueirão do Leão, Candelária, Canudos do Vale, Capitão, Coqueiro Baixo, Cruzeiro do Sul, Dom Feliciano, Doutor Ricardo, Encantado, Encruzilhada do Sul, Forquetinha, Gramado Xavier, Herveiras, Ilópolis, Lajeado, Marques de Souza, Mato Leitão, Muçum, Nova Bréscia, Pantano Grande, Passo do Sobrado, Pouso Novo, Progresso, Putinga, Relvado, Rio Pardo, Santa Clara do Sul, Santa Cruz do Sul, Sério, Sinimbu, Travesseiro, Vale do Sol, Venâncio Aires, Vera Cruz y Vespasiano Correa.
La sede de la diócesis se encuentra en la ciudad de Santa Cruz do Sul, en donde se halla la Catedral de San Juan Bautista.
En 2020 en la diócesis existían 51 parroquias agrupadas en 6 foranías: Santo Ângelo, São Luiz Gonzaga, Cerro Largo, Santo Cristo, Santa Rosa y Três de Maio.

## Historia
La diócesis fue erigida el 20 de junio de 1959 con la bula Quandoquidem Servatoris del papa Juan XXIII, obteniendo el territorio de la arquidiócesis de Porto Alegre, de la que originalmente era sufragánea.
El 12 de diciembre de 1997 la diócesis se expandió, incorporando el territorio de los municipios de Muçum y Vespasiano Correa, que pertenecían a la diócesis de Caxias do Sul, mediante el decreto Quo aptius de la Congregación para los Obispos.
El 13 de abril de 2011 pasó a formar parte de la provincia eclesiástica de la arquidiócesis de Santa María.

## Estadísticas
De acuerdo al Anuario Pontificio 2021 la diócesis tenía a fines de 2020 un total de 521 403 fieles bautizados.
| Año                                                                             | Población            | Población | Población      | Sacerdotes | Sacerdotes    | Sacerdotes    | Bautizados por sacerdote | Diáconos permanentes | Religiosos | Religiosos | Parroquias |
| Año                                                                             | Bautizados católicos | Total     | % de católicos | Total      | Clero secular | Clero regular | Bautizados por sacerdote | Diáconos permanentes | Varones    | Mujeres    | Parroquias |
| ------------------------------------------------------------------------------- | -------------------- | --------- | -------------- | ---------- | ------------- | ------------- | ------------------------ | -------------------- | ---------- | ---------- | ---------- |
| 1965                                                                            | 300 000              | 380 000   | 78.9           | 77         | 48            | 29            | 3896                     |                      | 27         | 411        | 45         |
| 1968                                                                            | ?                    | 430 000   | ?              | 76         | 49            | 27            | ?                        | 1                    | 33         | 487        | 46         |
| 1976                                                                            | 141 000              | 188 000   | 75.0           | 69         | 52            | 17            | 2043                     | 1                    | 31         | 423        | 46         |
| 1980                                                                            | 363 000              | 484 000   | 75.0           | 73         | 56            | 17            | 4972                     | 1                    | 35         | 420        | 47         |
| 1990                                                                            | 382 000              | 490 000   | 78.0           | 80         | 64            | 16            | 4775                     |                      | 29         | 369        | 48         |
| 1999                                                                            | 461 366              | 542 370   | 85.1           | 88         | 68            | 20            | 5242                     | 5                    | 26         | 324        | 50         |
| 2000                                                                            | 464 540              | 546 137   | 85.1           | 82         | 64            | 18            | 5665                     | 5                    | 27         | 324        | 50         |
| 2001                                                                            | 447 502              | 537 002   | 83.3           | 75         | 57            | 18            | 5966                     | 4                    | 34         | 324        | 50         |
| 2004                                                                            | 447 502              | 537 002   | 83.3           | 76         | 55            | 21            | 5888                     | 10                   | 30         | 324        | 50         |
| 2010                                                                            | 475 000              | 560 000   | 84.8           | 77         | 60            | 17            | 6168                     | 22                   | 26         | 180        | 51         |
| 2014                                                                            | 498 000              | 588 000   | 84.7           | 77         | 61            | 16            | 6467                     | 21                   | 28         | 157        | 51         |
| 2017                                                                            | 488 300              | 625 490   | 78.1           | 64         | 61            | 3             | 7629                     | 22                   | 11         | 148        | 51         |
| 2020                                                                            | 521 403              | 695 205   | 75.0           | 76         | 66            | 10            | 6860                     | 17                   | 13         | 133        | 51         |
| Fuente: Catholic-Hierarchy, que a su vez toma los datos del Anuario Pontificio. |                      |           |                |            |               |               |                          |                      |            |            |            |

## Episcopologio
- Alberto Frederico Etges † (1 de agosto de 1959-27 de junio de 1986 retirado)
- Aloísio Sinésio Bohn † (27 de junio de 1986-19 de mayo de 2010 retirado)
- Canísio Klaus (19 de mayo de 2010-20 de enero de 2016 nombrado obispo de Sinop)
- Aloísio Alberto Dilli, O.F.M., desde el 13 de julio de 2016